# Светящиеся краски

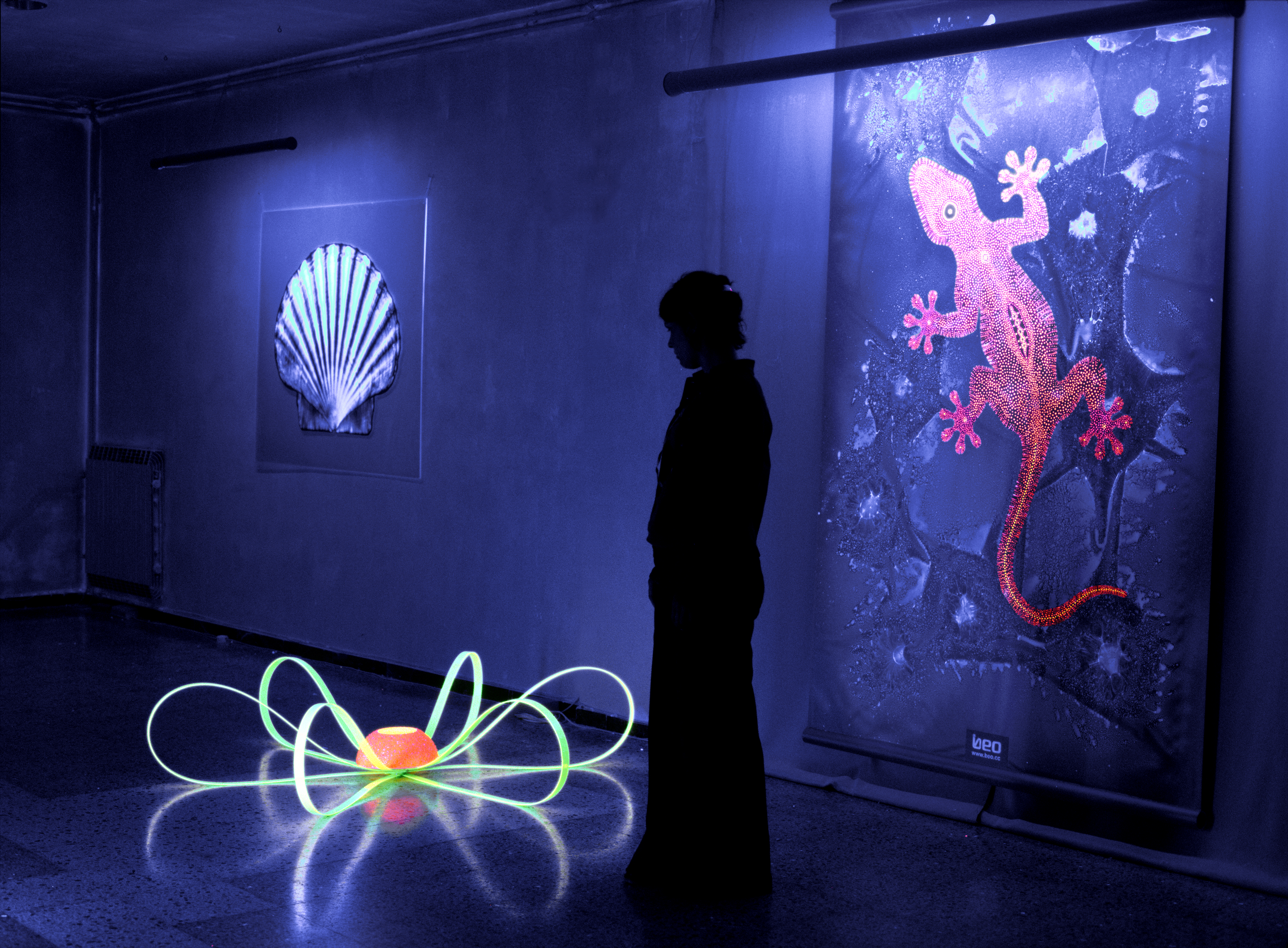
Флуоресцентные краски, используемые в современном искусстве

Светящиеся краски — краски на основе люминофора — фосфоресцентного пигмента, способного накапливать  световую энергию с продолжительным периодом послесвечения — фотолюминесценции называют Luminofor Glow.
Люминесцентные и флуоресцентные краски на основе люминофора — экологически чистый продукт.
При дневном свете отпечатанное краской изображение светится одним или несколькими цветами свечения: зелёным, жёлтым, фиолетовым, голубым, оранжевым, синим, красным, розовым.
В темноте изображение или предмет, обработанный самосветящейся краской, начинает отдавать накопленную в течение светового дня (или искусственного освещения) энергию. В результате можно получить оригинальные рисунки или световые предметы как в единичных экземплярах, так и необходимыми партиями. Светящиеся краски с успехом применяются в различных сферах производства декорированной продукции, знаково-ориентационных элементов систем безопасности (фотолюминесцентные эвакуационные системы (FES))

## Виды самосветящихся красок
Существуют различные виды самосветящихся красок в зависимости от материала, на который предполагается нанесение, а именно:
- самосветящиеся краски для  металла предназначены для любых металлических поверхностей. Используются для создания оригинальных изображений на автомобилях,  аэрографии, для создания сияющих автомобильных дисков; в дизайне интерьера и внешнем оформлении фасадов и т. д. Фирмы-потребители: СТО авто, архитекторы, дизайнеры интерьеров.
- самосветящиеся краски для тканей. Пользуются большим спросом у производителей рекламного текстиля, футболок и другой одежды с печатью рисунка.
- фосфоресцентная краска для стекла и глянцевых поверхностей. С помощью краски для стекла можно создавать рисунки на стаканах,  фужерах и бокалах, изготавливать неординарные образцы  витражных стёкол и авторскую керамическую плитку.

- жидкость на водоэмульсионной основе для живых цветов — можно получить неповторимый эффект свечения букетов.
- самосветящаяся краска для изделий из дерева — создать декоративный светящийся предмет при покраске заборов, калиток, беседок, оконных рам и других изделий из дерева.
- самосветящаяся краска для бетонных поверхностей для создания оригинальных световых эффектов на бетонных предметах, натуральных или искусственных камнях, при декорировании облицовочного кирпича, брусчатки, бордюров и т. д.
- самосветящаяся краска для печати на плёнках шелкотрафаретным методом — производство светящихся наклеек, использование в рекламном бизнесе и т. д.
- фосфоресцентная краска для нанесения на пластиковые изделия, полистирол, полипропилен, поликарбонат.

## Опасность фосфоресцентных красок для человека и окружающей среды
Согласно классификации по степеням опасности самосветящиеся краски относятся к 4 классу.
Несмотря на это, следует соблюдать меры предосторожности при работе с лакокрасочной продукцией. Рекомендации:
1. Красить в резиновом респираторе со сменными фильтрами или противогазе, использовать перчатки и защитные очки, защитную одежду.
2. При попадании в лёгкие паров: в случае дискомфорта обратиться за медицинской помощью, выйти на хорошо проветриваемое место со свежим воздухом.
3. Глазной контакт: промыть глаза под проточной водой в течение не менее 15 мин. Если дискомфорт сохраняется, обратиться за медицинской помощью.
4. При попадании на кожу тщательно промыть водой с мылом. В случае раздражения кожи обратиться за медицинской помощью. При попадании на одежду загрязнённую одежду простирать.
5. Проглатывание: прополоскать рот и выпить большое количество воды. Не вызывать рвоту. Обратиться за медицинской помощью.

Личные меры предосторожности при работе со светящимися красками. При работе с лакокрасочными материалами носить защитную одежду, а также перчатки из ПВХ, нитрильного каучука.
Меры по очистке: засыпать песком, удалить в ёмкость, промыть поверхность водой с моющим средством.
Условия хранения — хранить в герметично закрытой металлической ёмкости при температуре +5 — +20 °C. Допускается в процессе хранения выпадение небольшого количества осадка. Обычное перемешивание восстанавливает первоначальное состояние лакокрасочных материалов. Срок хранения разнится для различных видов краски.

## Индивидуальная гигиена
- Хранить вдали от пищевых продуктов, напитков и кормов. Обязательно мыть руки перед перерывами и при окончании работы. Избегать контакта с глазами и кожей.
- Респираторная защита: в случае краткосрочного освобождения самосветящейся краски надеть респиратор, в случае интенсивного долгосрочного освобождения краски включить вытяжку и надеть респиратор.
- Защита рук: защита перчатками. После мытья рук обработать их кремом.
- Защита глаз: защитные очки с боковыми экранами.
- Защита тела: защитная рабочая одежда.

Важным при работе с самосветящимися красками является их правильная утилизация. Так, утилизация фосфоресцентных материалов — как особые отходы в соответствии с официальными правилами.